# Rotsgrondeekhoorn
De rotsgrondeekhoorn (Otospermophilus variegatus)  is een zoogdier uit de familie van de eekhoorns (Sciuridae). De wetenschappelijke naam van de soort werd voor het eerst geldig gepubliceerd door Erxleben in 1777.

## Voorkomen
De soort komt voor in Mexico en de Verenigde Staten.